# سی هینگ لو
سی هینگ لو (به چینی: 陆思恒؛ به انگلیسی: Lu Siheng) (زادهٔ ۶ سپتامبر ۱۹۹۳) که با عنوان هنری '''لویی''' (به انگلیسی: Louis) نیز شناخته می‌شود، رقصنده، رقص نویس، خواننده پاپ چینی است. وی در سال ۲۰۱۵ به برنامه الهام بخش "پسران سوزان"در تلویزیون ماهواره ای ژجیانگ شرکت کرد، برنده ۱۶ برتر شد و رسماً وارد حلقه سرگرمی شد. در سال ۲۰۱۶، همکار با ظی سی چن رقصدن “BUMP" انتشار کرد؛ در همان سال، به عنوان عضو گروه تجربه، در نمایشگاه واقعیت سفر تلویزیونی شانشی "شما در جاده ابریشم وجود دارد" شرکت کرد. در سال ۲۰۱۸، او در برنامه تبلیغ فرهنگ رقص خیابان iQiyi«گروه رقص خیابان خون جوش» شرکت کرد و به عنوان یکی از ۷ برتر در خط جهانی شانگهای انتخاب شد. در سال ۲۰۱۹، شرکت در برنامه آموزش گروهی فیلم‌های جوانان تنسنت "ایجاد اردوگاه۲۰۱۹”، و در نهایت در فینال دوازدهم شد.

## ابتدای زندگی
سی هینگ لو در خانواده ای ثروتمند در گوانگدونگ به دنیا آمد. او از کودکی عاشق هیپ هاپ است، اما والدینش از آن پشتیبانی نمی‌کردند. برای یادگیری رقص، او انواع کارها را انجام داد. قبل از حضور در برنامه «پسران سوزان»، مربی شرکت رقص گوانگژو SPEED بود. او نه تنها مسئولیت آموزش قفل را بر عهده داشت، بلکه در تور رقص شرکت رقص نیز شرکت داشت.

## هنرهای نمایشی
| سال  | کانال                      | عوان برنامه                  | سخنان          |
| ---- | -------------------------- | ---------------------------- | -------------- |
| ۲۰۱۵ | تلویزیون ماهواره ای ژجیانگ | پسران سوزان                  | بازیکن         |
| ۲۰۱۶ | تلویزیون ماهواره ای شانکسی | شما در جاده ابریشم وجود دارد | عضو گروه تجربه |
| ۲۰۱۷ | ستاره کامل                 | مصاحبه ستاره داغ             | مهمان          |
| ۲۰۱۸ | iQiyi                      | گروه رقص خیابان خون جوش      | بازیکن         |
| ۲۰۱۸ | Youku                      | داستان شرایط خورشیدی         | مهمان          |
| ۲۰۱۸ | تلویزیون ماهواره ای شرقی   | افسانه توقف بعدی             | بازیکن         |
| ۲۰۱۹ | Tencent                    | ایجاد اردوگاه ۲۰۱۹           | بازیکن         |
| ۲۰۱۹ | Tencent                    | آواز بخوان！۳۰۰              | مهمان          |

| سال  | دسته | عوان                             | سخنان             |
| ---- | ---- | -------------------------------- | ----------------- |
| ۲۰۱۵ | رقص  | Singin'in the rain x 有一个姑娘  |                   |
| ۲۰۱۶ | رقص  | BUMP                             | همکار با ظی سی چن |
| ۲۰۱۸ | رقص  | choreography by EMC              | همکار با ظی سی چن |
| ۲۰۱۹ | آهنگ | ریا دارید،نترسید（有梦的人别怕） |                   |